# Војнички радио Београд
Војнички радио Београд   или Радио Београд била је немачка војна радиостаница у Београду током Другог светског рата. Предајник овог радија емитовао је програм на немачком и српском језику, на таласној дужини 437,3 m, што одговара таласној дужини од 686 kHz, и био је снаге до 20 kW. Војнички радио Београд био је најзначајније пропагандно средство окупационих власти и био је у њиховој директној надлежности. Програм је служио како притиску на јавност Србије, тако и информисању и забави немачких војника у Африци.

## Историја
Београд је у Априлском рату 1941. године био буквално разорен. Читава земља била је у расулу, а са само неколико места у централној Србији пружао се отпор окупатору. Све активности у земљи, па и оне радијске у њој су замрле. Југословенска влада потписала је капитулацију, а немачке трупе умарширале су у Београд и успоставиле војну управу.
Радио Београд је у то време имао најмоћнију мрежу предајника у овом делу Европе и света, и чуо се од панонских равница преко сахарске пустиње до нафтних поља Блиског истока. Због тога је београдски радио био од изузетног значаја нацистима, који су га запосели одмах након окупације Београда. Емисионе станице у Београду и Земуну стављене су у службу немачког Рајха, а у Београду је стациониран и одсек за пропаганду за читав Југоисток.
Окупатор је крајем априла 1941. године променио име радију у „Војнички радио Београд”   и преузео пуну контролу над садржајем који се емитује.
Београђани су са овог радија могли да слушају вести емитоване на немачком и српском језику, немачке емисије и немачку музику.
Емисије са овог радија и његовог предајника могле су да се чују не само у Београду и на Балкану већ од Нарвика до северне Африке, другим речима на подручју на коме је његов програм сваког дана слушало до 6 милиона слушалаца са обе стране фронта.
За почетак рад овог радија био је заужен поручник Карл-Хајнц Рајнтген, док је за музички програм између 1942. и 1944. године био одговоран Фридрих Мејер. Карл-Хајнц Рајнтген, по преузимању дужности, добио је наређење да набави нове плоче, пошто је Радио Београд имао веома скромну збирку. По повратку са одсуства у Бечу, Рајнтген са собом доноси неколико кутија плоча.
Још један радник задужен за рад у Радио Београду био је новинар Герхард Ецкерт.

На популарност Sender Belgrad утицао је и велики број прворазредних музичара и глумаца из Србије, Немачке и других окупираних земаља који су наступали у програмима овог радија. На ову чињеницу указује Мичел Х. Катер у књизи „Џез у нацистичкој Немачкој”, и наводи 
да је уз Рајнтгнеову благонаклоност, џезер  Фриедрих Мејер формирала велики биг-бенд оркестар састављен од локалних музичара у Београду. У програму станице наступали су и популарни немачки извођачи. Шарлота Тремлова (уметника Кери Барнет), која је добила чак и надимак „сирена Београда".
 Због учешча у програму Sender Belgrad после ослобођења многи уметници доживели су различите судбине.

## Емисије намењене српским слушаоцима
Иако је станица првих месеци била намењена само немачким војницима, уведана су и емисије на српском. Ове емисије према наводима Оливере Милосављевић у њеном раду „Потиснута истина — Колаборација у Србији 1941—1945“ 
...чиниле су говори политичара и интелектуалца, затим „Весело српско поподне” уз учешће познатих глумаца и певача или је са Коларчевог универзитета преношено „Шарено поподне”. Повремено су емитовани и часови немачког језика за грађане Србије.

На слушаност радија међу српским становништвом, иако је имао мали утицај на уређивачку политику станице, покушао је да утиче Милан Недић, 
...који је донео Уредбу о обавезном преношењу и слушању радио емисија по јавним локалима. Тим актом је прописано да се морају преносити и слушати све „српске обавештајне емисије Радио-станице Београд“. За време преношења вести, изјава, говора или посланица, у кафанама је морала да „влада потпуна тишина“, а гости нису смели да буду послуживани. Казне за непоштовање могле су бити новчане, затворске, одузимање права на рад и упућивање на принудни рад.

## Лили Марлен
У окупирани Београд, официр који је дошао из Беча са задатком да преузме управљање „Војничким радиом Београд” са собом је донео немачке плоче. Међу њима је била и једна касније веома популарна, а тада практично непозната плоча са песмом Лили Марлен.
Наиме, пошто је и након донетих плоча из Немачке радио оскудевао у броју музичких нумера, Рајнтген је био принуђен да често изнова пушта исте песме. Управо је овај недостатак плоча у Радио Београду Лили Марлен доделио место у историји, будући да је Рајнтген ову песму често пуштао. Песма је убрзо постала „заштитни знак” Војничког радио Београда. Уз ову песму, по којој је касније названа и редовно емитована емисија „Час за војнике”, немачки војници су са београдског радија највише волели да слушају песме „Хајдрун” и „Стојим сам у ноћи”, али и марш „Бомбе за Енглеску”, као и звуке звона и фанфара.
Ипак, Немачки војници на стражи близу Триполија, на кавкаским планинама, у босанским врлетима и на грчким острвима највише су волели да слушају из дана у дан  све популарнију Лили Марлен и са нестрпљењем чекали њено ново емитовање.
Готово преко ноћи, песма је стекла велику популарност, али је због своје љубавне и патетичне, па у неку руку и анти-ратне тематике, као и због сазнања о романси певачице Лале Андерсен са једним Јеврејином, од стране рајхсминистра пропаганде, др Јозефа Гебелса, песма била забрањена за даље емитовање.
Било је то довољно да песма престане да се емитује. Радио Београд је убрзо био обасут писмима немачких војника са свих меридијана са истим захтевом – „вратите нам Лили”. Уследили су небројени захтеви војника послати са фронта широм Европе на адресу "Војничког радио Београда да се песма врати у програмску шему, а на Гебелсово изненађење, чак је и један од највећих војсковођа Немачког рајха Ервин Ромел дигао глас јер су он, као и његов Афрички корпус, обожавали ову песму.
Писма Soldatensender Belgrad слата су током целог рата, јер је програм имао сегмент са жељама и поздравима. Према једном извештају, рекорд је остварен када је наводно 12.460 писама стигао у једном дану. У већини ових писама, војници су тражили да чују своју омиљену песму. Често су коверте биле насловљене на „Лили Марлен, Београд”. Михајло Блам у својој књизи „Џез у Србији 1927—1944” наводи непотврђену легенду, да је у окупирани Београд стигло писмо из Америке са новчаницом од 20 долара, са захтевом да се емитује песма Лили Марлен.
Како једном Ромелу Гебелс није могао рећи „не”, песма је враћена у програм Војничког радио Београда. Штавише, од тог тренутка песма је била уврштена у редовни програм, тако што је сваке вечери емитована у 21:55 часова, све до краја рата.

## Престанак рада
Војнички радио Београд је своју последњу емисију емитовао непосредно пре уласка Црвене армије у Београд из Bad Sauerbrunn-а у Аустрији.